# Jürgen Uter
Jürgen Uter (* 6. August 1951 in Stuttgart; † 6. Oktober 2022 in Hamburg) war ein deutscher Schauspieler, Hörspielsprecher, Bühnenautor und Regisseur.

## Leben
Nach einem Studium der Theaterwissenschaften in München und dem Besuch der Neuen Münchner Schauspielschule von 1973 bis 1976 folgten Engagements am Westfälischen Landestheater Castrop-Rauxel (1977–1982), am Schauspiel Dortmund (1982–2005) und am Deutschen Schauspielhaus Hamburg (2005–2013). Ab 2013 gastierte er regelmäßig am Hamburger Ohnsorgtheater.
Neben seiner Arbeit als Schauspieler betätigte Uter sich auch als Autor von Bühnenstücken, Revuen und Soloprogrammen. Zudem agierte er als Sprecher von Hörspielen und Hörbüchern, wie zum Beispiel in der Hörbuchversion des Romans Idylle der Hyänen von Friedrich Ani und der Audiofassung von Himmelsstürmer von Alex Capus, die sich auf der hr2-Hörbuchbestenliste platzierte.
Zu seinen Regiearbeiten zählten die 1999er Inszenierung von Bertolt Brechts Die Kleinbürgerhochzeit sowie die Show Odyssee 2001 – Uter im Weltraum am Dortmunder Schauspiel. Außerdem wirkte er an der Entwicklung der Schlagerrevue Liebesperlen mit, welche sich seit der Premiere 1989 im Dortmunder Schauspielhaus zum Dauerbrenner entwickelte und bis 2010 in immer wieder neuen Fassungen dort aufgeführt wurde. Anschließend lief Liebesperlen fünf Jahre im Heinz-Hilpert-Theater in Lünen. Ferner gab es eine Aufführung zu Silvester 2010 in der Westfalenhalle Dortmund. Von 2015 und 2018 zeigte das Westfälische Landestheater eine Neuinszenierung.
Seine eigenen Werke umfassen unter anderem die Stücke Familie Schippanowsky und Schleudergang – Szenen aus dem Waschsalon, wovon ersteres am Hamburger Ohnsorg-Theater aufgeführt und in der ARD ausgestrahlt wurde, sowie eine Zusammenstellung verschiedener Texte aus Uters Feder unter dem Titel Ich sach ja nix, ich mein ja bloß von 1996.
Nachdem er lange vor allem Bühnenschauspieler gewesen war, stand er ab den 2010er-Jahren vermehrt vor der Kamera. Feste Serienrollen hatte er als Bürgermeister Griem in der NDR-Kultserie Neues aus Büttenwarder, und als Faktotum Ernst war er in der Vorabendserie Morden im Norden zu sehen.

## Filmografie
- 2009: 79 Leben (Kurzfilm)
- 2010: Wolfsfährte (Fernsehfilm)
- 2010: Easy Money – Spür die Angst (Kinofilm)
- 2010: Tatort – Borowski und der vierte Mann (Fernsehreihe)
- 2010: Tatort – Vergissmeinnicht (Fernsehreihe)
- 2010: Stubbe – Von Fall zu Fall – Verräter (Fernsehreihe)
- 2011: Acht Monate (Kurzfilm)
- 2011: Heiter bis tödlich: Nordisch herb – Der Puppenspieler (Fernsehserie)
- 2012: Die Schuld der Erben (Fernsehfilm)
- 2012: Dedowtschina (Kurzfilm)
- 2012–2018: Morden im Norden (Fernsehserie, 70 Folgen)
- 2012: Der Dicke – Gefährliche Suche (Fernsehserie)
- 2012: Der Hafenpastor (Fernsehfilm)
- 2012: Herzversagen (Fernsehfilm)
- 2013: Eine mörderische Entscheidung (Fernsehfilm)
- 2013: Bella Block: Hundskinder (Fernsehreihe)
- 2013/2015: In Your Dreams (Fernsehserie, 2 Folgen)
- 2014: Die Pfefferkörner – Geködert (Fernsehserie)
- 2014–2021: Neues aus Büttenwarder (Fernsehserie, 33 Folgen)
- 2016: Drei Väter sind besser als keiner (Fernsehfilm)
- 2017: Bad Cop – kriminell gut – Gestern ist heute (Fernsehserie)
- 2019: Der Goldene Handschuh (Kinofilm)
- 2019: Nord bei Nordwest – Gold! (Fernsehreihe)
- 2020: Nord bei Nordwest – In eigener Sache (Fernsehreihe)
- 2021: Großstadtrevier – Elphi (Fernsehserie)

## Theaterrollen (Auswahl)
- Tevje in Anatevka von Joseph Stein
- Mr. Peachum in Die Dreigroschenoper von Bertolt Brecht
- Malvolio in Was ihr wollt von William Shakespeare
- Don Quijote in Der Mann von La Mancha nach dem Roman von Miguel de Cervantes
- Präsident Walter in Kabale und Liebe von Friedrich Schiller
- Schuster Voigt in Der Hauptmann von Köpenick von Carl Zuckmayer
- Babusch in Trommeln in der Nacht von Bertolt Brecht
- Teddy Brewster in Arsen und Spitzenhäubchen von Joseph Kesselring
- Willy Loman in Tod eines Handlungsreisenden von Arthur Miller
- Lindorf/Coppelius/Mirakel/Dapertutto in Hoffmanns Erzählungen von Jacques Offenbach
- Duncan in Macbeth von William Shakespeare
- Herr Höfling in Spieltrieb nach dem Roman von Juli Zeh

## Sprecher von Hörbüchern (Auswahl)
- Friedrich Ani: Idylle der Hyänen. Jumbo Neue Medien & Verlag, Hamburg 2007, ISBN 978-3-8337-1783-3
- Michael Köhlmeier: Abendland. Jumbo Neue Medien & Verlag, Hamburg 2008, ISBN 978-3-8337-2122-9
- Ray French: Ab nach unten. Jumbo Neue Medien & Verlag, Hamburg 2008, ISBN 978-3-8337-2214-1
- Alex Capus: Himmelsstürmer. Jumbo Neue Medien & Verlag, Hamburg 2009, ISBN 978-3-8337-2366-7
- Katharina Münk: Die Insassen. Jumbo Neue Medien & Verlag, Hamburg 2009, ISBN 978-3-8337-2522-7
- Katharina Münk: Frau Böhning will weg. GOYALiT aus dem Hause JUMBO Neue Medien & Verlag, Hamburg 2021, ISBN 978-3-8337-4377-1 (Download-Hörbuch)
- Bernhard Jaumann: Die Stunde des Schakals. Jumbo Neue Medien & Verlag, Hamburg 2010, ISBN 978-3-8337-2662-0
- Michael Köhlmeier: Madalyn, Jumbo Neue Medien & Verlag, Hamburg 2010, ISBN 978-3-8337-2647-7
- Leo P. Ard, Reinhard Junge: Mordsschnellweg, Jumbo Neue Medien & Verlag, Hamburg 2011, ISBN 978-3-8337-2716-0
- Lieneke Dijkzeul: Vor dem Regen kommt der Tod, GoyaLIT, 2011, ISBN 978-3-8337-2815-0
- Roddy Doyle: Typisch irisch: Erzählungen. (The Deportees and other Stories) Übersetzung von Renate Orth-Guttmann, gesprochen von Jana Schulz, Jürgen Uter und Samuel Weiss, Hamburg, Jumbo, Neue Medien 2011. ISBN 978-3-8337-2765-8
- Eric Berg: Das Nebelhaus, gesprochen von Jürgen Uter und Anneke Kim Sarnau, Jumbo Neue Medien & Verlag, Hamburg 2013, ISBN 978-3-8337-3222-5
- Martin Mosebach: Das Blutbuchenfest, Jumbo Neue Medien & Verlag, Hamburg 2014, ISBN 978-3-8337-3223-2
- A. M. Homes: Auf dass uns vergeben werde, Jumbo Neue Medien & Verlag, Hamburg 2014, ISBN 978-3-8337-3275-1

## Hörspiele (Auswahl)
- Elisabeth Herrmann: Versunkene Gräber. Regie: Sven Stricker. Radio-Tatort, NDR 2011.
- Matthias Wittekindt: Die blaue Jacht. Regie: Sven Stricker. Radio-Tatort, NDR 2012.
- In der Jugendserie Point Whitmark sprach er die Rolle des Direktors Reno.